# Stanisław Bizior
Stanisław Bizior ps. „Eam”, „Śmigło” (ur. 15 kwietnia 1918 w Szczebrzeszynie,  zm. 4 marca 1952 w Lublinie) – polski działacz powojennego podziemia antykomunistycznego, komendant Lotnej Żandarmerii w ramach Obwodu Zamojskiego AK–WiN.

## Życiorys

### Dzieciństwo i młodość
Urodził się 15 kwietnia 1918 roku w Szczebrzeszynie jako syn Pawła i Katarzyny z Jóźwiakowskich. Jego ojciec był szewcem i posiadał niewielkie gospodarstwo rolne, w którym pracowała również jego matka. Miał sześcioro rodzeństwa: brata Teofila, siostry: Weronikę, Czesławę, Marię, Genowefę i Stefanię.
Ukończył 7 klas szkoły powszechnej w Szczebrzeszynie. W 1932 roku ojciec sprzedał gospodarstwo i wraz z rodziną przeniósł się do Sitańca. Stanisław ukończył 3 klasy szkoły rzemieślniczej i uzyskał zawód stolarza, w którym pracował do września 1939 roku, a następnie po śmierci ojca pracował na gospodarstwie rolnym.

### Służba wojskowa
W 1940 roku wstąpił do ZWZ, zaś od 1943, przez całą okupację niemiecką, był żołnierzem w oddziale Tadeusza „Podkowy” Kuncewicza, gdzie pełnił funkcję dowódcy drużyny II plutonu a następnie, po przekształceniu oddziału w II batalion 9 Pułku Piechoty Legionów AK (OP 9) był szefem I kompanii. Posługiwał się pseudonimem „Śmigło”. 8 grudnia 1943 roku rozpoczął konspiracyjny Kurs Podchorążych Rezerwy przy OP 9 zlokalizowany w Puszczy Solskiej, który ukończył rok później, 7 lutego.
W czasie akcji „Burza”, 26 lipca 1944 roku, wraz z całym oddziałem „Podkowy” brał udział w zdobyciu Szczebrzeszyna. Po kilku godzinach na rynek wjechał radziecki dowódca. „Podkowa” zameldował się u niego, jako dowódca od Sosnkowskiego, a nie od Berlinga, po czym razem z batalionem udał się do kwater znajdujących się w gmachu liceum i szkoły podstawowej. 30 lipca 1944 oddział złożył broń.
Został zmobilizowany do „ludowego” Wojska Polskiego. Od listopada 1944 do stycznia 1945 roku był kursantem oficerskim w Zjednoczonej Szkole Lotniczej WP w Zamościu, skąd w lutym zdezerterował. Ukrywał się u rodziny w Sitańcu, a później w Szperówce m.in. u Stanisława Karczewskiego „Niebory”. W czerwcu 1945 roku, wraz z 23 żołnierzami AK, wziął udział w wyprawie por. Tadeusza Kuncewicza „Podkowy” do II Korpusu gen. Władysława Andersa. Próba nie powiodła się. Zostali zatrzymani przez władze czechosłowackie. W wyniku próby ucieczki zginęło 8 partyzantów, jednak Biziorowi i czterem innym udało się uciec. Bizior powrócił do Polski na przełomie lipca/sierpnia 1945 roku.
W maju 1946 roku podjął działalność konspiracyjną w Obwodzie WiN Zamość. 8 maja wraz z oddziałem Romana „Urszuli” Szczura brał udział w rozbiciu więzienia w Zamościu. W czasie akcji Bizior, wraz z Edwardem „Misiem” Świstem i Tadeuszem „Barykadą” Łagodą rozbroili naczelnika więzienia, Wawrzyńca Siwca oraz strażników Wincentego Główczyka i Tadeusza Mazura, a następnie opanowali kancelarię. W wyniku akcji uwolniono 301 więźniów, w tym m.in. Józefa „Ostrego” Pysia.
Później Bizior został komendantem żandarmerii Obwodu Zamojskiego WiN (kryptonimy „Ratusz”, „Warta”, „OK-4”), która obejmowała tereny: Zamościa, Łabuń, Wysokiego oraz grupę z gimnazjum w Zamościu. Na jego rozkaz żołnierze żandarmerii zlikwidowali kilku współpracowników Urzędu Bezpieczeństwa i Milicji Obywatelskiej. W lipcu 1946 roku dowodził grupą żołnierzy WiN, która z browaru w Zwierzyńcu zarekwirowała 100 000 zł.
Ujawnił się 31 marca 1947 roku przed PUBP w Zamościu. Oddał pistolet Parabellum nr 1957 i otrzymał zaświadczenie o ujawnieniu nr 66811. 21 marca 1948 roku wstąpił do II Inspektoratu Zamojskiego AK pod dowództwem Mariana „Jara” Pilarskiego. Złożył przysięgę w klasztorze w Radecznicy. Pełnił funkcję komendanta rejonu Sitaniec w Obwodzie Zamość.

### Śmierć i pochówek
13 kwietnia 1950, w domu w Sitańcu, został aresztowany przez funkcjonariuszy WUBP w Lublinie. 10 sierpnia urodziła mu się córka Maria, której nigdy nie zobaczył. Wyrokiem Wojskowego Sądu Rejonowego w Lublinie z 16 października 1951 roku skazany wraz ze swoim dowódcą, komendantem Obwodu Zamojskiego AK-WiN Marianem Pilarskim na karę śmierci, którą wykonano 4 marca 1952 roku o godzinie 5.45 w więzieniu na Zamku w Lublinie w obecności wojskowego prokuratora rejonowego w Lublinie kpt. Ireneusza Bolińskiego, naczelnika więzienia por. Stanisława Kapronia oraz lekarza więziennego, a zwłoki pogrzebano anonimowo.
19 października 1992 roku Sąd Warszawskiego Okręgu Wojskowego uznał wyrok byłego Wojskowego Sądu Rejonowego w Lublinie za nieważny. Uznał, że Stanisław Bizior został skazany za czyny „związane z działalnością na rzecz niepodległego bytu Państwa Polskiego”.
Szczątki Stanisława Biziora odkryto 23 stycznia 2017 roku na Cmentarzu Rzymskokatolickim przy ul. Unickiej w Lublinie, znajdowały się one pod grobem zbudowanym w latach 80. Przeprowadzone w Zakładzie Medycyny Sądowej w Lublinie badania potwierdziły w dniu 21 kwietnia 2017 roku, iż należą one do Stanisława Biziora. 14 października 2017 pochowany w kryptach klasztoru bernardynów w Radecznicy.
10 marca 1947 został awansowany przez Mariana Pilarskiego do stopnia podporucznika rezerwy ze starszeństwem od 1 listopada 1946. Decyzją Ministra Obrony Narodowej z września 2017 roku został pośmiertnie awansowany do stopnia kapitana rezerwy. W 2020 pośmiertnie odznaczony Krzyżem Oficerskim Orderu Odrodzenia Polski.

### Rodzina
Był żonaty z Norbertą Bizior i miał dwoje dzieci: Zygmunta i Marię.